# Duke Reid
Duke Reid pseudonimo di  Stanley Arthur Reid (Portland, 14 maggio 1923 – 26 settembre 1976) è stato un produttore discografico giamaicano.
È stato il fondatore e il gestore di uno dei sound system giamaicani più popolari degli anni cinquanta: il Duke Reid's The Trojan (chiamato così dal nome dei camion britannici usati per trasportare l'apparecchiatura).
Negli anni sessanta, Reid fonda l'etichetta discografica Treasure Isle, chiamata come il suo negozio di alcolici, artefice di molte leggendarie produzioni discografiche ska, rocksteady e reggae. Ancora attivo agli inizi degli anni settanta, soprattutto con il leggendario toaster U-Roy.

## Biografia
Dopo aver prestato servizio per 10 anni come ufficiale di polizia giamaicano, Reid lascia le forze dell'ordine per aiutare sua moglie Lucille nella gestione degli affari di famiglia: la drogheria e negozio di alcolici Treasure Isle.
Iniziò a lavorare nell'industria musicale giamaicana in primo luogo come un proprietario di un sound system e poi come promotore e disc jockey. Inoltre divenne presto sponsor e presentatore del programma radiofonico Treasure Isle Time: amante della musica jazz e blues, Duke scelse la canzone My Mother's Eyes di Tab Smith come sigla; tra i suoi artisti favoriti figura Fats Domino, che ebbe una notevole influenza sul suono di Duke Reid.
Le produzioni iniziali di Reid furono registrate in studi di registrazione di proprietà di altri, ma quando gli affari di famiglia si mossero dalla piccola Pink Lane, a Kingston alla più grande Bond Street, Reid installò il suo studio di registrazione sopra il negozio. Divenne proprietario di un certo numero di etichette, in primo luogo di Treasure Isle e Dutchess. Molte delle sue entrate sono derivate dai contratti di licenza con le aziende nel Regno Unito, alcune delle quali commercializzavano le sue etichette.
Duke Reid ha dominato la scena musicale giamaicana degli anni 60, specializzandosi nello ska e nel rocksteady, anche se il suo amore per il jazz, il blues e il soul americano era sempre evidente. Dagli anni settanta le precarie condizioni di salute e le nuove tendenze del reggae, influenzato dal movimento Rastafariano ridussero notevolmente il numero delle pubblicazioni dell'etichetta Treasure Isle. Reid mantenne il suo alto profilo di qualità musicale soprattutto grazie alle produzioni di U-Roy e di Dennis Alcapone.
A Reid fu diagnosticato un cancro; deciso quindi di vendere l'etichetta Treasure Isle a Sonia Pottinger, vedova del suo amico Lenford Lennie the King e già proprietaria di un'azienda discografica. È morto nel 1975.

## Onorificenze
Il 15 ottobre 2007 Duke Reid ha ricevuto l'Ordine di Distinzione (Order of Distinction) postumo, come Commendatore (CD) per il servizio reso all'industria musicale della Giamaica..

## Discografia parziale
Duke Reid durante la sua carriera ha prodotto centinaia di canzoni, uscite quasi esclusivamente nel mercato giamaicano sotto forma di 7 pollici.
Nel corso dei decenni sono uscite numerose raccolte sotto forma di LP o CD che hanno riproposto gran parte della sua produzione:
- 1969 - Duke Reid Golden Hits (Treasure Isle);
- 1976 - Treasure Dub (Treasure Isle);
- 1982 - Gems From Treasure Isle 1966-1968 (Trojan Records);
- 1991 - It's Rockin' Time: Duke Reid's Rock Steady 1967-1968 (Trojan Records);
- 1992
  - Duke Reid's Treasure Chest (Heartbeat);
  - Version Affair Volume 1 (Lagoon);
- 1993 - Version Affair Volume 2 (Lagoon);
- 1994
  - Ba Ba Boom Duke Reid 1967-1972 (Trojan Records);
  - Sir Coxsone & Duke Reid In Concert At Forresters Hall (Studio One);
- 1995 - Soul To Soul DJ's Choice (Trojan Records);
- 2007 - Duke Reid Rock's Steady (Trojan Records);
- 2017 - The Treasure Isle Story (4 CD) (Trojan Records);
- 2021 - Duke Reid International Disco Series (The Complete Collection) (Doctor Bird);